# Anita Sanders
Anita Sanders, nata Johannesson (3 aprile 1942 – 18 aprile 2023), è stata un'attrice e modella svedese.
È stata principalmente attiva nel cinema italiano a cavallo tra la metà degli anni sessanta e la metà degli anni settanta, lavorando anche con alcuni fra i più prestigiosi registi italiani di quegli anni, fra i quali Federico Fellini, Elio Petri, Pier Paolo Pasolini, Pupi Avati, Sergio Citti e Tinto Brass.

## Biografia
Si trasferì in Italia dalla natia Svezia nei primi anni sessanta per lavorare come modella, grazie alla sua bellezza luminosa e statuaria, che le varrà anche diversi servizi di nudo su Playmen. A Roma iniziò a frequentare l'ambiente del cinema ed esordì sugli schermi nel 1964 con una piccola parte in La fuga di Paolo Spinola. L'anno successivo apparve in Giulietta degli spiriti di Federico Fellini, nel ruolo di un'inviata in topless, e ne La decima vittima di Elio Petri. Negli anni seguenti continuò ad apparire in diverse produzioni italiane e nel 1967 venne scelta da Tinto Brass come attrice principale in Nerosubianco (1969), uno dei pochi ruoli da protagonista della sua breve carriera.
Nei primi anni settanta lavorò, fra gli altri, con i registi Sergio Citti (che è stato anche suo marito), Pupi Avati e Pier Paolo Pasolini, per cui comparve in una piccola parte ne I racconti di Canterbury. Dopo un'ultima interpretazione in Quella età maliziosa, nel ruolo della madre di Gloria Guida, nel 1975 la Sanders decise di abbandonare la recitazione; resterà tuttavia nell'ambiente cinematografico ancora per qualche tempo, come assistente alla regia nel film Casotto di Sergio Citti (1977) e ne La medaglia di Sergio Rossi (1997). Anita Sanders è morta in Italia, suo paese d'adozione, nell'aprile del 2023 all'età di 81 anni.

## Filmografia

### Attrice
- La fuga, regia di Paolo Spinola (1964)
- Giulietta degli spiriti, regia di Federico Fellini (1965)
- La decima vittima, regia di Elio Petri (1965)
- Assalto al tesoro di stato, regia di Piero Pierotti (1967)
- Riderà (Cuore matto), regia di Bruno Corbucci (1967)
- Roma come Chicago, regia di Alberto De Martino (1968)
- Nerosubianco, regia di Tinto Brass (1969)
- La donna invisibile, regia di Paolo Spinola (1969)
- Giochi erotici di una giovane assassina, (Skräcken har 1000 ögon) regia di Torgny Wickman (1970)
- Ostia, regia di Sergio Citti (1970)
- Thomas e gli indemoniati, regia di Pupi Avati (1970)
- I racconti di Canterbury, regia di Pier Paolo Pasolini (1972)
- La coppia, regia di Enzo Siciliano (1973)
- Quella età maliziosa, regia di Silvio Amadio (1975)

### Assistente alla regia
- Casotto, regia di Sergio Citti (1977)
- La medaglia, regia di Sergio Rossi (1997)